# Matt Holliday
Matthew Thomas Holliday (15 januari 1980) is een Amerikaans voormalig professioneel honkbalspeler. Hij speelde voornamelijk als linksvelder. Holliday speelde van 2004 tot en met 2018 in de Major League Baseball voor de Colorado Rockies, Oakland Athletics, St. Louis Cardinals en New York Yankees. In 2011 won Holliday de World Series met de Cardinals. Daarnaast was hij belangrijk voor de Colorado Rockies, toen ze met Holliday in 2007 voor het eerst in hun geschiedenis de World Series haalden. In 2007 werd hij verkozen tot MVP van de National League Championship Series.

## Professionele Carrière
Holliday werd in de Major League Baseball-draft van 1998 in de zevende ronde gekozen door de Colorado Rockies. Doordat Holliday aan had gegeven college football te willen gaan spelen werd hij niet in een eerdere ronde gekozen. Hij ontving een tekenbonus van $842.000,-, het meeste van alle spelers die in de zevende ronde werden gedraft, om hem te overtuigen professioneel honkbal te komen spelen bij de Rockies.
Op 16 april 2004 maakte Holliday zijn debuut in de MLB, spelend als linksvelder, in een wedstrijd tegen de St. Louis Cardinals.

## Privé
Holliday's zoon, Jackson Holliday, werd in de Major League Baseball-draft van 2022 als eerste overall gekozen door de Baltimore Orioles.